# Efficacité énergétique dans les transports
L'efficacité énergétique dans les transports est caractérisée par l'énergie nécessaire pour déplacer des marchandises ou des personnes sur une distance donnée. Elle se mesure aussi par le rapport inverse : l'énergie consommée pour parcourir une distance, habituellement 100 kilomètres. Elle dépend de plusieurs facteurs, notamment les caractéristiques techniques du véhicule, ainsi que son taux d'occupation ou de remplissage.

## Définition
Une directive européenne de 2006, reprise par la directive 2010/31/UE, définit l'efficacité énergétique comme « le rapport entre les résultats, le service, la marchandise ou l'énergie que l'on obtient et l'énergie consacrée à cet effet ».

### Énergie grise
Pour être vraiment pertinent, le ratio consommation/distance devrait intégrer l'énergie grise, consommée tout au long du cycle de vie du véhicule, depuis sa fabrication jusqu'à son recyclage, y compris les infrastructures de transport routières ou ferroviaires. Mais la grande variété des modèles de véhicules et de leurs modes d'utilisation rend rédhibitoire cette exigence théorique.

### Efficacité énergétique et rendement
L'efficacité énergétique d'un mode de transport peut être améliorée par une amélioration du rendement du véhicule.
La notion de rendement appelle quelques précisions : le véhicule en mouvement doit fournir une portance égale à son poids ; cette portance entraîne une traînée inévitable : résistance au roulement pour les véhicules terrestres, traînée induite (par la portance) pour les avions et les navires à foils, traînée de vague pour les navires. L'installation motrice doit fournir une poussée égale à la traînée totale, somme des traînées liées à la portance et des autres traînées : frottement, pression (liée à la forme), parasites. Dans la traînée totale, la part de traînée affectée à la portance est très faible dans le cas des véhicules terrestres, et notamment des trains. Elle peut être faible aussi dans le cas des navires dont la vitesse rapportée à la longueur (nombre de Froude) est faible (péniches, porte-conteneurs).

### Diagramme de Gabrielli-von Kármán

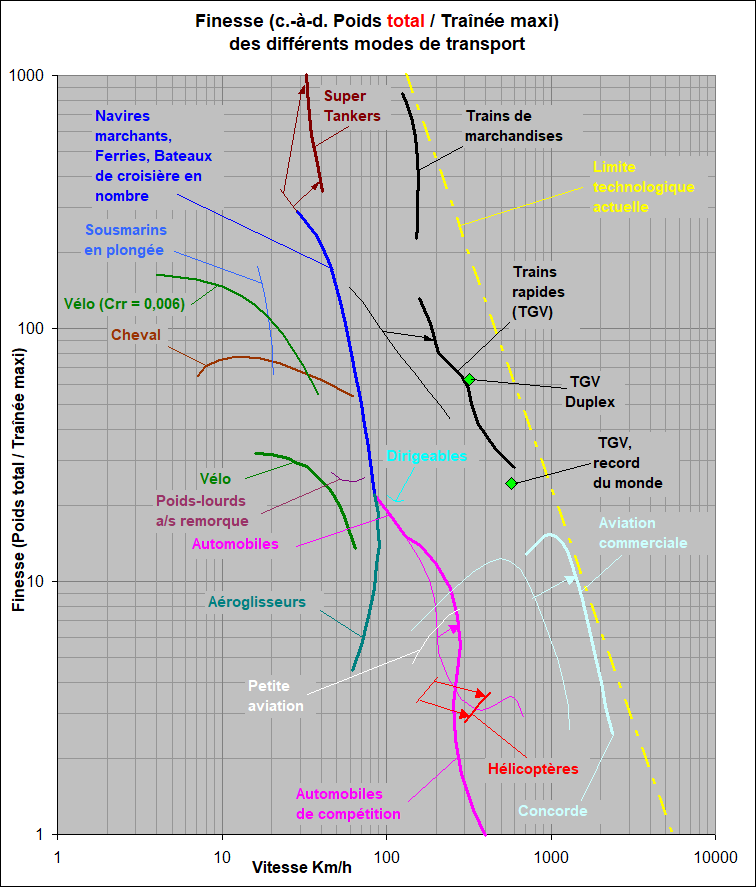
Mise à jour 2004 du diagramme de Gabrielli-von Kármán.

Le diagramme de Gabrielli-von Kármán (1951), établi à partir des données de puissance motrice maximale, de la masse totale et de la vitesse maximale des véhicules, fournit une vue d'ensemble des divers modes de transport. Les ordonnées de ce diagramme représentent le quotient de la traînée maximale du moyen de transport (ou, en valeur absolue, sa poussée motrice maximale) sur le poids total du véhicule (ce quotient étant, pour un aéronef, l'inverse de la finesse à vitesse maximale). Dans son ouvrage Aerodynamics (1953), Theodore von Kármán indique que les différentes courbes ont été tracées non pas comme une moyenne des différents véhicules dans chaque catégorie, mais plutôt comme la représentation des meilleurs véhicules (énergétiquement parlant) de chaque catégorie. Le diagramme montre que la vitesse a un effet prépondérant sur l'efficacité énergétique maximale d'un véhicule.

## Objectifs en matière d'efficacité énergétique

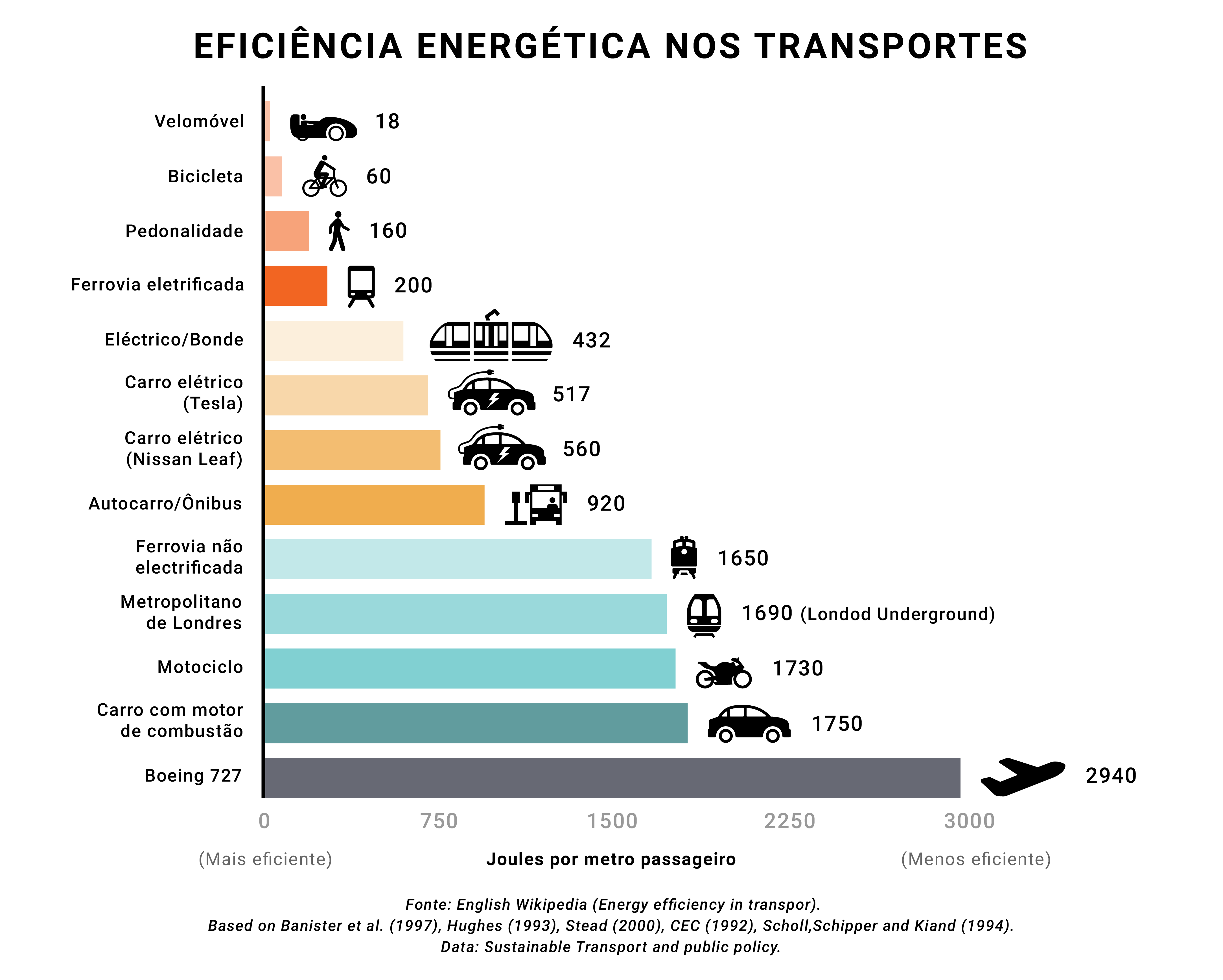
Efficacité énergique par mode de transport (illustration en portugais).

La recherche d'une plus grande efficacité énergétique s'inscrit en Europe dans des objectifs plus généraux de protection de l'environnement et de sécurité d'approvisionnement. Les attendus de la directive sur l'efficacité énergétique de l'Union européenne définissent ces objectifs : « L'Union est confrontée à des défis sans précédent qui découlent de sa dépendance accrue à l'égard des importations d'énergie et de ressources énergétiques limitées, ainsi que de la nécessité de lutter contre le changement climatique et de surmonter la crise économique. L'efficacité énergétique est un outil appréciable pour relever ces défis. Elle améliore la sécurité de l'approvisionnement de l'Union en réduisant la consommation d'énergie primaire et en limitant les importations énergétiques. Elle contribue à réduire les émissions de gaz à effet de serre de manière rentable et, partant, à atténuer le changement climatique. »

## Unités
L'efficacité énergétique se mesure sous la forme d'un rapport qui peut s’exprimer comme :
- l'unité de distance parcourue divisée par la consommation d'énergie, laquelle est exprimée en kilowatts-heures, en kilojoules, en masse ou en volume de carburant. La Fédération aéronautique internationale utilise le kilomètre par kilogramme (km/kg) de carburant pour les records « Aeroplane Efficiency »[5]. Aux États-Unis, on utilise le « miles per gallon » (mpg), variante en unités anglo-saxonnes du kilomètre par litre ;
- inversement, la consommation d'énergie par unité de distance parcourue ; l'efficacité énergétique est d'autant plus grande que cette consommation unitaire est faible. Il est d'usage en Europe de mesurer l'efficacité énergétique sous cette forme inversée. Les unités communément employées sont les litres de carburant par 100 kilomètres, les kilowatts-heures pour 100 kilomètres (1 L de gazole valant approximativement 10 kWh et 1 L d'essence valant approximativement 8,9 kWh[6], ou un kilogramme équivalent pétrole, avec 1 kg(ep) = 11,42 kWh). En outre, une dépense énergétique de 1 kWh/100 km[b] équivaut formellement à une force de frottement de 36 newtons[3].

Pour tenir compte de la finalité des transports, qui est avant tout de transporter des personnes ou du fret, les statisticiens rapportent l'efficacité énergétique à la charge utile et à la distance, en kWh/100 voyageur-kilomètre (ou passager-kilomètre), aussi notés kWh/100 pkm. Pour le fret, on parle de kWh/100 tonne-kilomètre, aussi notés kWh/100 tkm.
Dans le cas des transports individuels, les données disponibles sont souvent rapportées aux véhicules (et exprimées en kWh/100 km) et doivent prendre en compte leur taux d'occupation, par exemple au travers des enquêtes Ménages Déplacements. Dans le cas des transports collectifs, les données sont majoritairement rapportées aux passagers et sont exprimées par voyageur-kilomètre, la distinction entre efficacité énergétique du moyen de transport en commun et taux d'occupation étant rarement opérée.

## Modes de transport

### Propulsion humaine

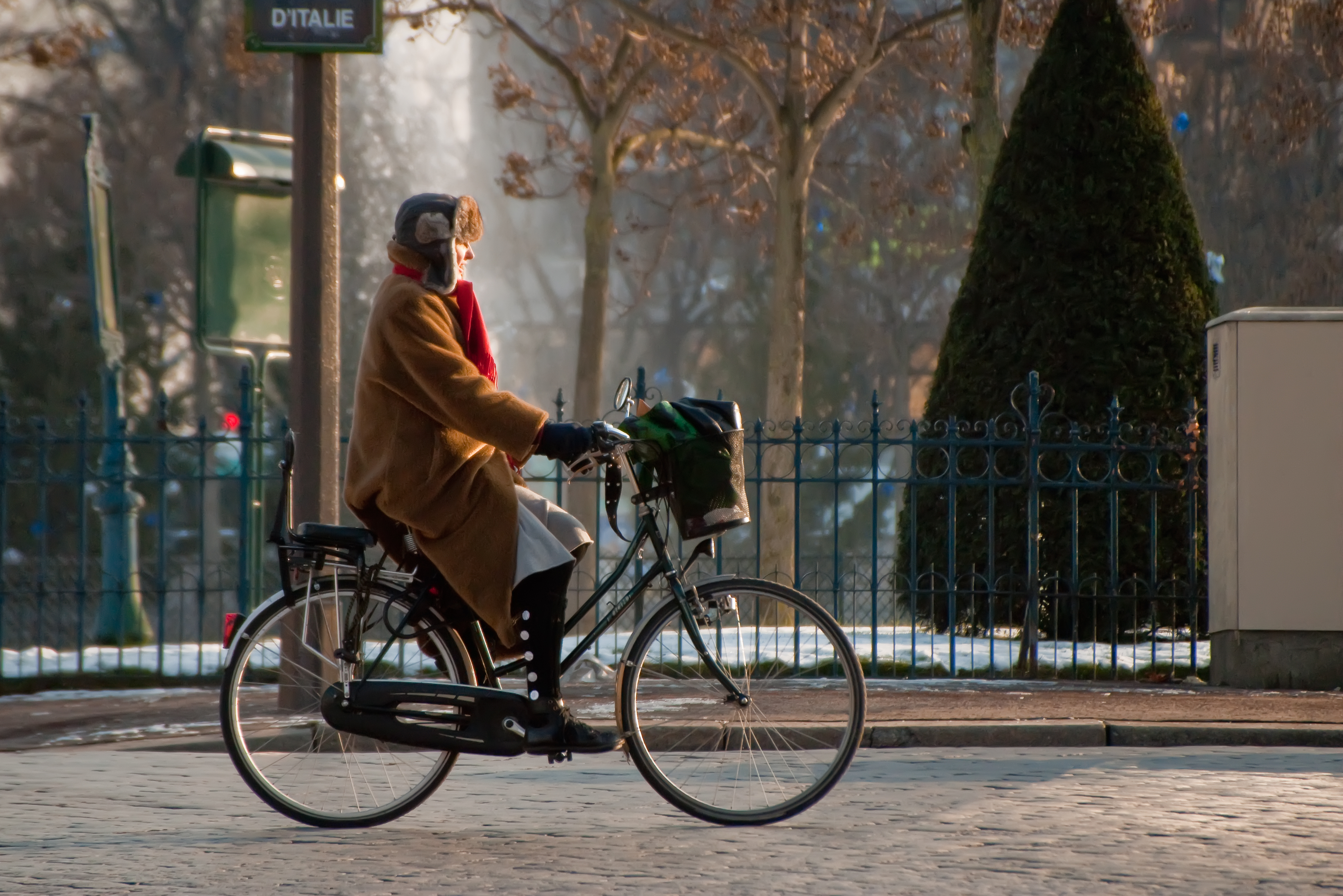
Un cycliste à Paris.

Le rendement énergétique global de la contraction musculaire est d'environ 24 %.
La bicyclette est le moyen de transport le plus efficace sur un plan énergétique. Elle est jusqu'à cinq fois plus efficace que la marche.
Une personne de 68 kg qui roule à vélo à la vitesse de 16 km/h dépense 3,2 kWh/100 km. La même personne de 68 kg qui marche à la vitesse de 4 km/h dépense 6,1 kWh/100 km. Cette consommation énergétique dépend du poids de la personne. Seule l'énergie musculaire est prise en compte dans le tableau ci-dessous ; pour le vélo, l'énergie grise (dépensée pour fabriquer, acheminer et vendre le vélo) n'est pas incluse.
|                 | kWh |
| Marche (4 km/h) | 6,1 |
| Vélo (16 km/h)  | 3,2 |

### Transport routier

#### Voiture
La consommation énergétique des voitures dépend de plusieurs facteurs : motorisation, aérodynamique, pneumatiques, etc. La résistance aérodynamique croît avec le carré de la vitesse et les pneus sont à l'origine d'une résistance à l'avancement importante à cause de l'hystérésis de déformation à chaque tour de roue.
Même si les mesures de limitation de la vitesse autorisée sont souvent prises pour réduire le risque d'accidents graves, la question de l'efficacité énergétique est également un facteur pris en compte. Ainsi, réduire la vitesse de 130 à 110 km/h sur les autoroutes françaises permettrait de réduire la consommation énergétique de 23 %.

##### Voiture thermique
Jusqu'à présent, les consommations annoncées par les constructeurs ne reflétaient pas la réalité des consommations dans les conditions réelles d'utilisation. Le groupe PSA, l'association européenne Transport et Environnement, l'association française de protection de l'environnement France Nature Environnement ainsi que le bureau Veritas se sont entendus sur un protocole de mesure beaucoup plus proche de la réalité, car il corrèle avec les résultats fournis par le site allemand Spritmonitor à ±0,2 litre aux cent kilomètres.
En Allemagne, le groupement Allianz pro Schiene (en français : Alliance pour le rail) annonce, dans le contexte allemand, les chiffres suivants :
|         | l équivalent essence | kWh |
| Voiture | 6,1                  | 61  |

Efficacité énergétique des voitures thermiques en ville et sur autoroute, cité et illustré dans une version précédente dans :.

Dans la pratique, le rendement à faible charge est très réduit. Compte tenu des pertes liées à la transmission et du fait que l’on fonctionne souvent à une puissance de l’ordre de 10 à 20 % de la puissance maximale, des périodes d’arrêt, de l’alimentation des accessoires et des périodes de mise en chauffe, le rendement moyen aux roues est compris entre 14 et 26 % (voir schéma ci-contre). Il existe donc une importante marge de progression.
Le véhicule thermique présente en moyenne un mauvais rendement, expliqué par le graphique ci-contre du département de l'Énergie des États-Unis. Il s'élève à 17 % selon The Shift Project.
À ces consommations, il faut ajouter celles de la climatisation, en croissance depuis les années 2000, au point d'éventuellement « compenser l'ensemble des efforts réalisés pour baisser la consommation unitaire des véhicules ». La surconsommation serait ainsi de 0,6 à 1,8 l/100 km selon le type de cycle, pour une motorisation essence, une température de consigne de 20 °C et une température extérieure de 30 °C (0,9 à 2,5 l/100 km pour un Diesel).

##### Voiture électrique
Le site Spritmonitor et l'ADAC allemande proposent un classement des voitures électriques les plus économes, à partir de consommations constatées ou mesurées. La consommation du véhicule n'est pas tout, car les pertes lors de la charge sont à prendre en compte : « avec un moteur à essence, cela reviendrait à renverser quelques litres au moment de faire le plein ». Cette perte lors de la recharge irait de 9,9 à 24,9 %.

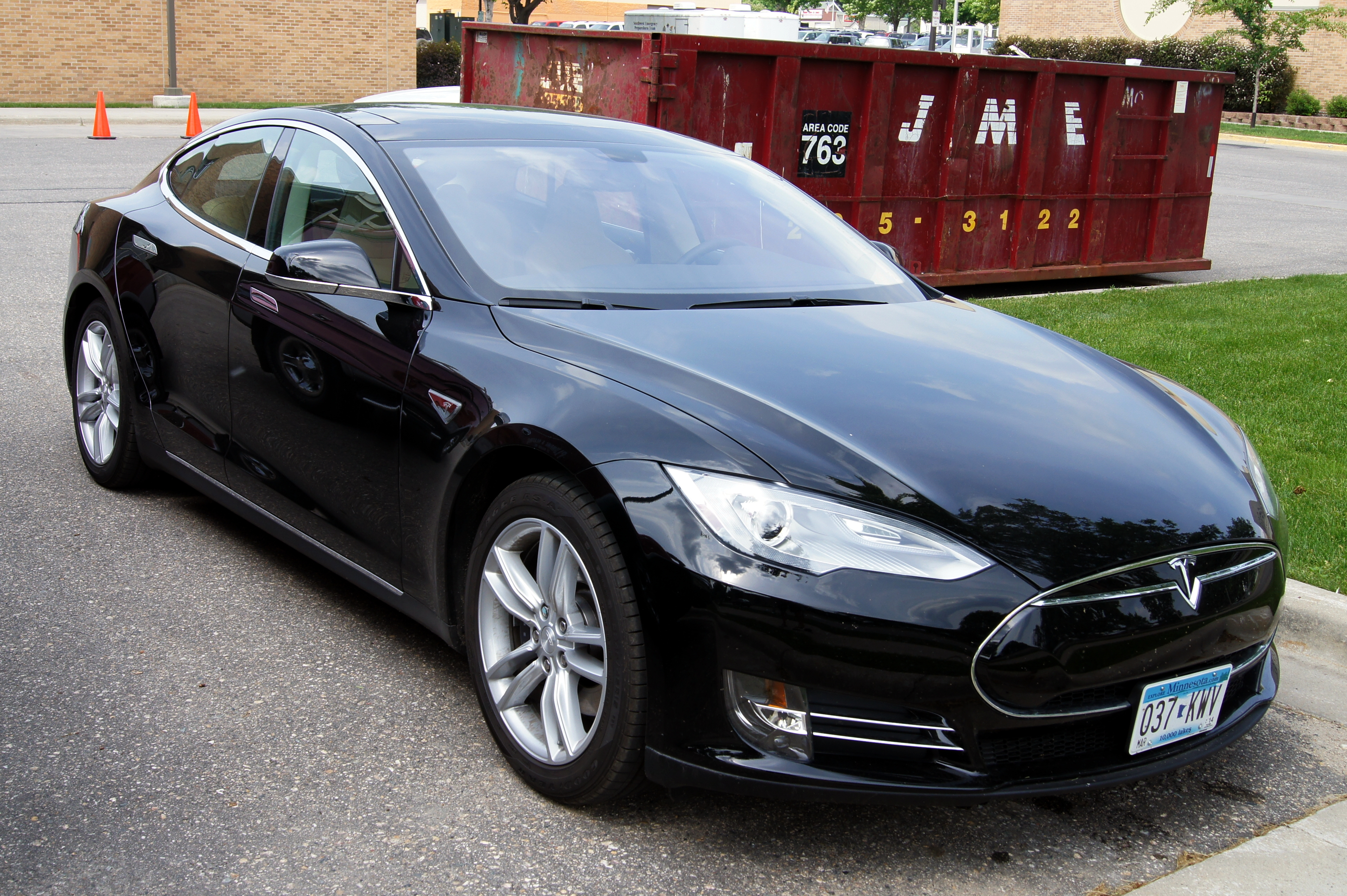
Voiture électrique Tesla.

Le tableau suivant compare les classements officiels d'économie de carburant pour les véhicules tout électriques évalués par l'Agence de protection de l'environnement des États-Unis (EPA) en novembre 2016, par rapport aux véhicules hybrides rechargeables à longue distance les plus énergétiquement efficaces (Chevrolet Volt deuxième génération), aux véhicules hybrides essence-électricité (Toyota Prius Eco, quatrième génération),, et aux véhicules neufs moyens 2016 de l'EPA, dont la consommation de carburant est de 9,4 L/100 km,.
| Véhicule                             | Modèle (année)           | Cycle combiné | Ville | Autoroute |
| ------------------------------------ | ------------------------ | ------------- | ----- | --------- |
| Tesla Model 3                        | 2021                     | 14,7          | 14,0  | 15,7      |
| Tesla Model Y                        | 2021                     | 16,2          | 15,0  | 17,6      |
| Hyundai Kona Electric                | 2018                     | 17,6          | 15,9  | 19,4      |
| Hyundai Ioniq Electric               | 2017                     | 15,7          | 14,0  | 17,5      |
| BMW i3 (60 Ah)                       | 2014/2015/2016           | 17,2          | 15,6  | 19,3      |
| Scion iQ EV                          | 2013                     | 17,7          | 15,5  | 20,4      |
| Chevrolet Bolt EV                    | 2017                     | 17,7          | 16,7  | 19,0      |
| Chevrolet Spark EV                   | 2014/2015/2016           | 18,0          | 16,7  | 19,6      |
| BMW i3 (94 A,h)                      | 2017                     | 18,1          | 16,6  | 20,2      |
| Honda Fit EV                         | 2013/2014                | 18,1          | 16,2  | 20,4      |
| Fiat 500e                            | 2013/2014/2015           | 18,4          | 17,5  | 19,8      |
| Volkswagen e-Golf                    | 2015/2016                | 18,4          | 17,0  | 20,4      |
| Nissan Leaf (24 kWh)                 | 2013/2014/2015/2016      | 18,7          | 17,0  | 21,0      |
| Mitsubishi                           | 2012/2013/2014/2016      | 19,1          | 17,0  | 22,0      |
| Nissan Leaf (30 kWh)                 | 2016                     | 19,1          | 17,2  | 21,0      |
| Fiat 500e                            | 2016                     | 19,1          | 17,7  | 21,0      |
| Smart electric drive                 | 2013/2014/2015/2016      | 20,0          | 17,5  | 23,0      |
| Kia Soul EV                          | 2015/2016                | 20,4          | 18,0  | 23,0      |
| Ford Focus Electric                  | 2012/2013/2014/2015/2016 | 20,4          | 19,0  | 22,0      |
| Tesla Model S AWD-70D                | 2015/2016                | 21,0          | 21,0  | 21,0      |
| Tesla Model S AWD-85D                | 2015/2016                | 21,0          | 22,0  | 20,2      |
| Tesla Model S AWD-90D                | 2015/2016                | 21,0          | 22,0  | 20,2      |
| Tesla Model S (60 kWh)               | 2014/2015/2016           | 22,0          | 23,0  | 22,0      |
| Tesla Model S AWD-P85D               | 2015/2016                | 23,0          | 24,0  | 22,0      |
| Tesla Model S AWD-P90D               | 2015/2016                | 23,0          | 24,0  | 22,0      |
| Tesla Model X AWD-90D                | 2016                     | 23,0          | 24,0  | 23,0      |
| Tesla Model X AWD-P90D               | 2016                     | 24,0          | 24,0  | 24,0      |
| Tesla Model S (85 kWh)               | 2012/2013/2014/2015      | 24,0          | 24,0  | 24,0      |
| Mercedes-Benz B-Class Electric Drive | 2014/2015/2016           | 25,0          | 25,0  | 26,0      |
| Toyota RAV4 EV                       | 2012/2013/2014           | 28,0          | 27,0  | 29,0      |
| BYD e6                               | 2012/2013/2014/2015/2016 | 34,0          | 35,0  | 33,0      |

La consommation minimale d'une voiture électrique, d'après le département de l'Énergie des États-Unis, est de 16,8 kWh/100 km dans le cas de la BMW i3. Dans une étude de l'université technique de Dresde, la consommation moyenne des véhicules électriques est estimée à 15 kWh/100 km. Enfin, l'Association nucléaire mondiale estime que les consommations des véhicules électriques vont de 13 à 20 kWh/100 km, la moyenne s'établissant autour de 15 kWh/100 km, sans chauffage ni climatisation. La consommation de la Renault Zoe est estimée par heise autos à 14,8-15,7 kWh/100 km. Selon Florian Kobloch et al., cette valeur est actuellement de 19 kWh/100 km. Enedis indique que les valeurs retenues selon le type de véhicule vont de 16 à 23 kWh/100 km. Pour The Shift Project, la valeur moyenne est de 16 kWh/100 km.
Les données estimées sur les véhicules électriques permettent de remplir le tableau en énergie finale consommée comme suit, sur la base d'un taux d'occupation de 1,58 personne :
|                                      | kWh  | kgep |
| Voiture électrique (hypothèse haute) | 16,0 | 1,38 |
| Voiture électrique (hypothèse basse) | 8,6  | 0,74 |

#### Poids-lourds
En Allemagne, le groupement Allianz pro Schiene (all. Alliance pour le rail) annonce, dans le contexte allemand, les chiffres suivants :
|             | litres équivalent essence | kWh  |
| Poids-lourd | 3,9                       | 38,9 |

### Transport aérien

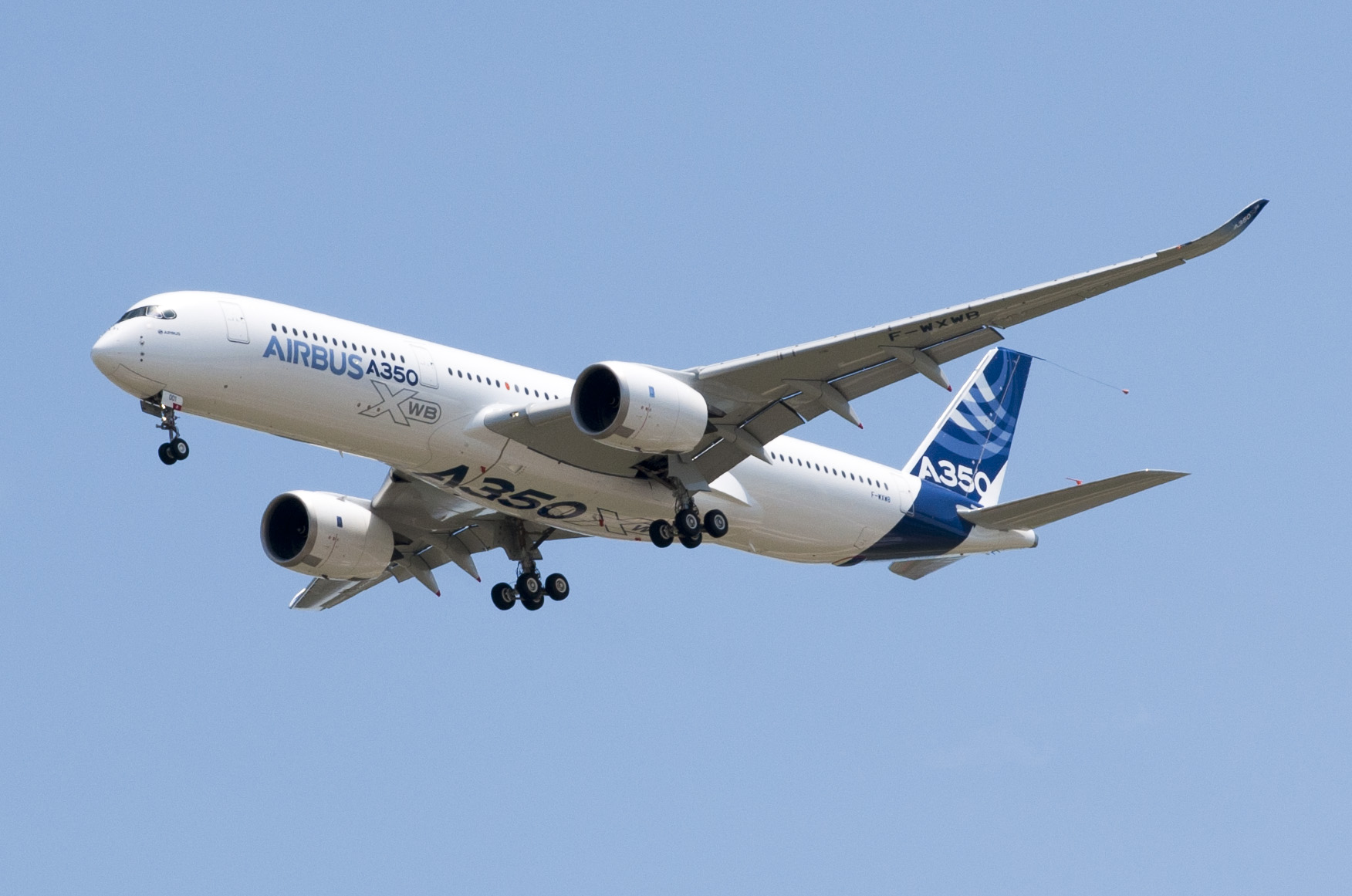
L'Airbus A350.

Le transport aérien, dont une partie du tourisme moderne dépend,, présente un bilan énergétique médiocre. Les avions modernes les plus efficaces consomment entre deux et trois litres de kérosène par passager aux 100 km, dans les conditions les plus favorables,,, ce qui équivaut à 20 à 30 kWh par 100 km par passager.
|                   | litres équivalent essence | kWh  |
| Boeing 747        | 3,34                      | 33,4 |
| Airbus A380       | 2,9                       | 29   |
| Boeing 787-9 GEnx | 2,64                      | 26,4 |
| Airbus A350       | 2,5                       | 25   |
| Airbus A321neo    | 1,98                      | 19,8 |

### Transport ferroviaire

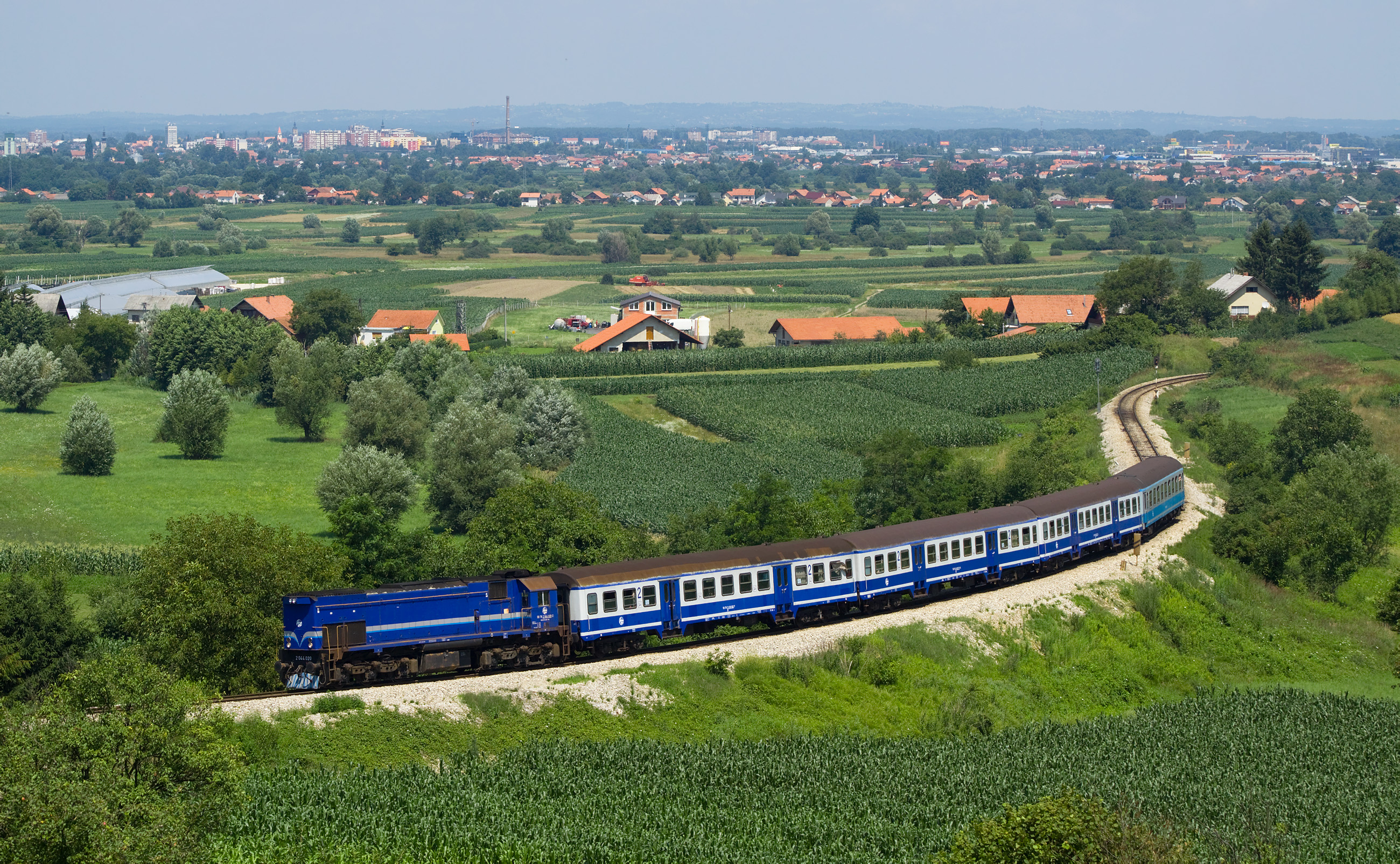
Un train de passagers en Croatie.

Selon un rapport de l'Agence internationale de l'énergie de 2019, alors que le rail réalise 8 % du transport mondial de personnes, mesuré en passagers-kilomètres, et 7 % du transport de marchandises, sa consommation d'énergie représente seulement 2 % de la demande totale d'énergie du secteur des transports.
La consommation d'énergie spécifique des trains dans le monde s'élève à environ 150 kJ/pkm (kilojoule par passager-kilomètre) et 150 kJ/tkm (kilojoule par tonne-kilomètre) (environ 4,2 kWh/100 pkm et 4,2 kWh/100 tkm respectivement) en matière d'énergie finale.
En Allemagne, le groupement Allianz pro Schiene  (« Alliance pour le rail ») annonce, dans le contexte allemand, les chiffres suivants :
|       | litres équivalent essence | kWh |
| Train | 1,1                       | 11  |

|       | litres équivalent essence | kWh |
| Train | 0,83                      | 8,3 |

La très faible résistance au roulement fer-fer, ainsi que la plus faible résistance aérodynamique des convois constitués de wagons qui « « s'abritent » derrière la motrice, dans son sillage » expliquent la très bonne efficacité du train.
La résistance au roulement sur rail est en effet beaucoup plus faible que celle d'un contact pneu-route. L'écart est de l'ordre de un à sept, soit des coefficients de résistance de 0,2 % pour le train et 1,5 % pour une voiture à 110 km/h. Par ailleurs, pour peu que la liaison entre wagons soit soignée, le premier wagon est à l'origine d'une traînée aérodynamique plus élevée que celle des wagons suivants, ce qui a un effet positif sur la traînée moyenne par passager transporté.

## Politiques d'amélioration de l'efficacité énergétique

### Intermodalité
L'écomobilité passe par le développement de l'intermodalité. Cela nécessite de prévoir le rabattement des passagers vers les moyens de transport plus efficaces sur le plan énergétique, comme les trains ou tramways.

### Report modal
Les scénarios ADEME, GRDF et Greenpeace tablent sur un transfert de la route vers la voie ferrée.
L'avion, par sa vitesse élevée, permet de parcourir des distances élevées. Son rendement énergétique reste toutefois médiocre : il est très énergivore.

### Taux d'occupation ou de remplissage des véhicules
L'efficacité énergétique dans les transports, exprimée en kilowatts-heure par passager-kilomètre (kWh/100 pkm) ou en kilowatts-heure par tonne-kilomètre (kWh/100 tkm), dépend largement du taux d'occupation (passagers) ou de remplissage (cargaison) des véhicules.
Ainsi, de fortes disparités sont observées en matière d'efficacité énergétique pour le transport ferroviaire selon les pays, essentiellement en raison de différences dans les taux d'occupation ou de remplissage des trains. Quand le taux d'occupation des trains devient trop faible, le train n'est plus la meilleure option, supplanté par le car express. Cette logique a aussi conduit à encourager le covoiturage.

### Poids des véhicules
Afin de réduire la consommation d'énergie pour un même service rendu, le Forum Vies mobiles et La Fabrique écologique appellent à réduire le poids de véhicules, dans un contexte où celui-ci tend à s'accroître,.

### Effet rebond
Une amélioration de l'efficacité énergétique des transports, en réduisant son cout, pourrait se traduire par une augmentation de la demande de transport. Cet effet a été observé dans le domaine du transport de marchandises en Chine.